# Тшеснь (Кольбушовський повіт)
Тшеснь (пол. Trześń) — село в Польщі, у гміні Нівіська Кольбушовського повіту Підкарпатського воєводства.
Населення — 688 осіб (2011).
У 1975-1998 роках село належало до .

## Демографія
Демографічна структура станом на 31 березня 2011 року:
|          | Загалом | Допрацездатний вік | Працездатний вік | Постпрацездатний вік |
| -------- | ------- | ------------------ | ---------------- | -------------------- |
| Чоловіки | 333     | 78                 | 221              | 34                   |
| Жінки    | 355     | 87                 | 200              | 68                   |
| Разом    | 688     | 165                | 421              | 102                  |